# Liste der Dames Commander of the Order of the British Empire
Im Folgenden finden Sie eine Liste der Dames Commander of the Order of the British Empire von der Gründung des Ordens im Jahr 1917 bis heute. Honorary Dames Commander of the Order of the British Empire finden Sie unter Kategorie:Honorary Dame Commander des Order of the British Empire.

## 1910er Jahre
- 1917: The Baroness Byron, The Marchioness of Dufferin and Ava, Sarah Lees, The Marchioness of Londonderry, Edith Balfour Lyttelton, The Baroness Pentland, The Marchioness of Willingdon
- 1918: Eva Anstruther, Caroline Arnott, The Duchess of Atholl, Lady Bell, Maud Bevan, Maud Burnett, The Marchioness of Bute, Margaret Davidson, Anna Maria Donner, Alice Godman, Agnes Jekyll, Adelaide Livingstone, Ethel Locke King, The Baroness Lugard, Nellie Melba, Margaret Pryse-Rice, Clarissa Reid, The Viscountess Ridley, The Countess Roberts, Edith Sclater, Olive Smith-Dorrien, Janet Stancomb-Wills, The Countess Waldegrave, Mary Webster
- 1919: Rachel Crowdy, The Countess of Darnley, Blanche Gordon-Lennox, Helen Gwynne-Vaughan, The Countess of Harrowby, Henrietta Henderson, Mary Monro, The Baroness Mount Stephen, The Baroness Northcote, Sarah Oram, Florence Simpson, Una O’Dwyer

## 1920er Jahre
- 1920: Georgiana Buller, Clara Butt, Alice Chisholm, The Countess of Eglinton, The Countess of Gosford, Catherine Hunt, The Countess of Leicester, The Baroness Melchett, Beryl Oliver, Ethel Pearson, Una Pope-Hennessy, The Viscountess Rhondda, Louise Samuel, Ethel Shakespear, The Baroness Talbot of Malahide, Meriel Talbot, Catherine Wingate, Sophia Wintz
- 1921: Adelaide Anderson, Edith Dixon
- 1922: The Viscountess Greenwood,[1] Ethel Smyth, Margaret Greville
- 1923: Belle Cox, Barbara Strickland
- 1924: Louisa Aldrich-Blake, Henrietta Barnett, The Viscountess Bridgeman, Janet Campbell, Beatrix Lyall
- 1925: Emma Albani, Mary Cook, Louisa Lumsden, The Baroness St Helier, Anne Smith, Mary Wills
- 1926: Agnes Hunt, Madge Kendal, Maude Lawrence, Jessie Phipps, Mary Scharlieb
- 1927: Edith Antrobus, The Countess of Cavan, The Countess of Jersey, Emily Penrose, The Countess of Stradbroke, The Viscountess Templewood
- 1928: The Duchess of Bedford, Frances Dove, Eadith Walker, Elizabeth Wordsworth
- 1929: Alida Brittain, Harriet Findlay, Gertrude Humphrys, Laura Knight, Anne McIlroy, Bertha Phillpotts

## 1930er Jahre
- 1930: Mary Bailey
- 1931: Joanna Cruickshank, Maharani Lakshmi Devi of Dhar, Sarah Mair, Sybil Thorndike
- 1932: Margaret Tuke, Edith Brown
- 1933: The Baroness Denman, The Viscountess Simon
- 1934: Elizabeth Cadbury, Alicia Lloyd Still
- 1935: Constance D'Arcy, Maria Ogilvie Gordon, Ethel MacDonald, Jean Macnamara, Rosalind Paget, The Duchess of Portland
- 1936: The Duchess of Abercorn, Regina Evans, The Baroness Gilmour, Christabel Pankhurst
- 1937: Edith M. Anderson, Geraldine Cadbury, Mary Gilmore, Ellen Pinsent, Juliet Rhys-Williams, The Baroness Strickland, Marie Tempest, Violet Wills
- 1938: The Countess of Elgin, Florence Lambert, Gwendoline Trubshaw
- 1939: The Baroness Hillingdon, Ellen Musson

## 1940er Jahre
- 1941: The Viscountess Craigavon, Myra Hess, The Marchioness of Reading, Reniera Stanley, Irene Vanbrugh
- 1942: Katharine Jones
- 1943: Emily Blair, Lilian Braithwaite, Anne Loughlin, Ethel Walker
- 1944: Lilian Barker, Doris Beale, Katherine Trefusis Forbes
- 1945: Joan Marsham, Vera Laughton Mathews, Katherine Watt
- 1946: Edith Evans, The Countess of Limerick, The Duchess of Richmond, Mary Welsh, Leslie Whateley
- 1947: Madeline Brock, Gertrude Cosgrove, Evelyn Fox, Matilda Goodrich, Caroline Haslett, Emmeline Tanner, Eileen Walwyn
- 1948: The Baroness Sharp, Louisa Wilkinson
- 1949: Harriette Chick, Myra Curtis, Anne Curwen, Alix Kilroy, Dehra Parker, Felicity Peake, Mary Smieton, Gladys Taylor, Mary Tyrwhitt

## 1950er Jahre
- 1950: Helen Cargill, Marjorie Cox, Frances Farrer, Adeline Genée, Grace Kimmins, Olive Wheeler, Jocelyn Woollcombe
- 1951: Ellen Acton, Florence Cardell-Oliver, Mary Daly, Elizabeth Gilmer, Florence Hancock, Hilda Lloyd, Lillian Penson, Anne Thomson, Ninette de Valois
- 1952: Florence Bevin, Kathleen Courtney, The Viscountess Davidson, Mary Lloyd, Marjorie Maxse
- 1953: The Baroness Asquith of Yarnbury, Cynthia Colville, Mary Coulshed, Catherine Fulford, Elisabeth Kelly, Flora MacLeod of MacLeod, Enid Russell-Smith
- 1954: Lilian Bromley-Davenport, Helen Gillespie, Edith Sitwell
- 1955: Mabel Brookes, Elizabeth Cockayne, The Countess of Rosebery, Nancy Salmon, Irene Ward, Roberta Whyte
- 1956: The Countess of Albemarle, Peggy Ashcroft, Margot Fonteyn, Kathleen Lonsdale, Mary Railton, Hilda Ross, Lucile Sayers
- 1957: Anne Bryans, The Countess De La Warr, Annabelle Rankin, Nancy Robertson, Janet Vaughan
- 1958: Mary Henrietta Barnett, The Baroness Elliot of Harwood, Monica Golding, Mary Kingsmill Jones, Rose Macaulay, The Duchess of Portland, Maggie Teyte, Alice Mary Williamson
- 1959: The Viscountess Brookeborough, Ruth Buckley, Mary Colvin, Rebecca West

## 1960er Jahre
- 1960: Judith Anderson, Alice Berry, The Baroness Brooke of Ystradfellte,  Mary Herring, Elizabeth Hoyer-Millar, Alice Lowrey, Merlyn Myer, Flora Robson
- 1961: Kitty Anderson, Elizabeth Couchman, The Baroness Hornsby-Smith, Ethel Stabb, Anne Stephens
- 1962: Anne Godwin, Edith Pitt, Marie Rambert, Jean Roberts, Barbara Salt, Eva Turner
- 1963: Jean Conan Doyle, Barbara Cozens, Jean Davies, Honor Fell, Alicia Markova, Elisabeth Murdoch
- 1964: Veronica Ashworth, Jean Rivett-Drake, Margaret Shepherd, The Baroness Vickers, The Baroness Wakehurst, Eileen Younghusband
- 1965: The Baroness Adrian, Florence Cayford, Mabel Crout, Sibyl Hathaway, Joan Henderson, Barbara Hepworth, Elizabeth Lane, Catherine Scott, Margot Turner
- 1966: Elsie Abbot, Margaret Drummond, Felicity Hill, Leah Manning, Ngaio Marsh, Anne McEwen, Ruth Railton, Grace Tebbutt, Mabel Tylecote
- 1967: Margery Corbett Ashby, The Countess of Brecknock, Ivy Compton-Burnett, Gladys Cooper, Helen Louise Gardner, Pauline Giles, Mabel Miller, Beryl Paston Brown, Margaret Rutherford, Ivy Wedgwood, Albertine Winner
- 1968: Zara Bate, Annis Gillie, Isabel Graham-Bryce, Mary Green, Muriel Powell, Kathleen Raven, Hilda Stevenson, Muriel Stewart, Dorothy Tangney, Veronica Wedgwood, Ethel Wormald
- 1969: Rita Buxton, Hilda Bynoe, Lady Olwen Carey Evans, Mary Cartwright, Daphne du Maurier, Molly Gibbs, Ella Macknight, Anna Neagle, Sister Mary Regis, Lucy Stuart Sutherland, Elizabeth Yarwood

## 1970er Jahre
- 1970: Dorothy Ackroyd, Mary Anderson, Te Atairangikaahu, Sara Barker, Bessie Bottomley, Margaret Cole, Marion Kettlewell, Margaret Miles, Peggy van Praagh
- 1971: Kate Campbell, Agatha Christie, Mabel Coles, Mary Cramer, Adelaide Doughty, Kathleen Ollerenshaw
- 1972: Nancy Buttfield, Cicely Courtneidge, Diana Reader Harris, Unity Lister, The Baroness Plowden, Freya Stark, Susan Walker
- 1973: Jill Bolte, Sylvia Crowe, Kathleen Kenyon, Sister Mary Leo, Marjorie Williamson
- 1974: Josephine Barnes, Emma Clode, The Baroness Denington of Stevenage, Phyllis Frost, Joan Hammond, Rose Heilbron, Albertha Isaacs, The Viscountess Macmillan of Ovenden, Margot Smith
- 1975: Jacobena Angliss, Helen Blaxland, Bridget D'Oyly Carte, Joyce Daws, Frances Gardner, Wendy Hiller, Margaret Kidd, Ruth Kirk, Vera Lynn, Dorothy Rees, Betty Ridley
- 1976: Janet Baker, Edith Burnside, Joan Evans, Violet Dickson, Monica Gallagher, Elizabeth Hill, Ada Norris
- 1977: Geraldine Aves, Moyra Browne, Patricia Mackinnon, Rosemary Murray, Iris Origo, Marjorie Parker, Cecily Pickerill, Winifred Prentice, Frances Yates
- 1978: Isobel Baillie, Mary Durack, Audrey Reader, Joan Howard Roberts, Sheila Sherlock, Meere Uatioa
- 1979: Mary Austin, Margaret Booth, Sister Philippa Brazill, The Baroness Butler-Sloss, Elizabeth Coker, Gracie Fields, Judith Hart, Naomi James, Doris Johnson, Daphne Purves, Joan Sutherland, Margaret Weston

## 1980er Jahre
- 1980: Rachel Cleland, Miriam Dell, Phyllis Friend, Margaret Guilfoyle, Ida Mann, Raigh Roe, Cicely Saunders, The Baroness Soames, Ann Springman
- 1981: Beryl Beaurepaire, Margaret Blackwood, Mary Bridges, Whina Cooper, Pamela Hunter, Celia Johnson, Ruby Litchfield, Betty Paterson, The Baroness Pike, Shelagh Roberts, Margaret Scott
- 1982: Doris Fitton, Elisabeth Frink, Catherine Hall, Roma Mitchell, Kiri Te Kanawa, Alice Wedega, Ida Yonge
- 1983: The Marchioness of Anglesey, Rosamund Holland-Martin, Leonie Kramer, Olga Uvarov
- 1984: The Baroness Seccombe, Guinevere Tilney, Catherine Tizard, The Baroness Warnock
- 1985: Jean Herbison, The Baroness Jenkins of Hillhead, The Baroness Knight of Collingtree, Alison Munro, Joan Varley
- 1986: Vivienne Boyd, Peggy Fenner, Dorothea Horsman, Christian Howard, Gwyneth Jones, Merle Park, Simone Prendergast, Barbara Shenfield, Rosa Tokiel
- 1987: Elizabeth Chesterton, Marie Clay, Dorothy Fraser, Penelope Jessel, Mary Kekedo, Elizabeth Maconchy, Joan Metge, Iris Murdoch, Sheila Quinn
- 1988: Barbara Clayton, Judi Dench, Beryl Grey, Rosalinde Hurley, Elaine Kellett-Bowman, Laurie Salas
- 1989: Silvia Cartwright, The Baroness Dunn, The Baroness Emerton, The Baroness Fookes, Margaret Fry, Barbara Goodman, Rosemary Rue

## 1990er Jahre
- 1990: Josephine Abaijah, Venetia Blaize, Joyanne Bracewell,  The Baroness Hylton-Foster, The Baroness Lloyd of Highbury, Maggie Smith, Miraka Szászy, Rachel Waterhouse, Dorothy Winstone
- 1991: Barbara Cartland, Stella Casey, Eugenia Charles, The Baroness Digby, Gwen Ffrangcon-Davies, Jane Gow, Malvina Major, Shirley Porter, Paddy Ridsdale, Lucie Rie, Sue Tinson, Margaret Turner-Warwick
- 1992: Jocelyn Barrow, Ann Ebsworth, Rangimarie Hetet, Edna Lewis, Moura Lympany, Wendy Mitchell, Shirley Oxenbury, Anne Poole, Norma Restieaux, Angela Rumbold, Elisabeth Schwarzkopf, The Baroness Serota, Janet Smith
- 1993: Lady Arden of Heswall, Reubina Ballin, Patricia Bergquist, Catherine Cookson, Mary Corsar, Pat Evison, Mary Glen-Haig, Phyllis Guthardt, Louise Henderson, Thora Hird, Dawn Lamb, Anne McLaren, Thea Muldoon, Annette Penhaligon, Margaret Price, Muriel Spark, Heather Steel, Augusta Wallace
- 1994: Margaret Brain, The Baroness Byford, The Baroness Hale of Richmond, Marea Hartman, Georgina Kirby, Eileen Mayo, Diana Rigg, Gillian Wagner
- 1995: The Baroness Anelay of St. Johns, Elizabeth Clarke Anson, Josephine Barstow, Marjorie Bean, June Clark, Sister Pauline Engel, Elizabeth Esteve-Coll, Elizabeth Harper, The Baroness Higgins, Mary Hogg, Rosalina Kekedo, Anne Salmond, The Baroness Thorneycroft
- 1996: Fiona Caldicott, The 18th Baroness Darcy de Knayth, Jane Drew, The Baroness Fritchie, Felicity Lott, The Baroness Noakes, Antoinette Sibley, Gillian Weir
- 1997: Rachael Dyche, Deirdre Hine, Cleo Laine, Barbara Mills, Bridget Ogilvie, Joan Sawyer, Rosanna Wong Yick-ming
- 1998: Gillian Beer, Lorna Boreland-Kelly, Patricia Collarbone, Tamsyn Imison, Betty Kershaw, Helen Metcalf, Gillian Oliver, The Viscountess Runciman of Doxford, Veronica Sutherland, Mary Uprichard
- 1999: Lady Black of Derwent, Lois Browne-Evans, A. S. Byatt, Diana Collins, Pauline Fielding, Mavis Grant, The Baroness Hallett, Norma Major, Yvonne Moores, Helen Reeves, Margaret Seward, Helena Shovelton, Lesley Southgate, Maureen Thomas

## 2000er Jahre
- 2000: Julie Andrews, Beryl Bainbridge, Shirley Bassey, Beulah Bewley, Marie Descartes, Vivien Duffield, Anne Evans, Glynne Evans, Geraldine Keegan, Judith Kilpatrick, Jill Macleod Clark, Patricia Morgan-Webb, Lorna Muirhead, Mary Peters, Anne Rafferty, Marlene Robottom, Miriam Rothschild, Steve Shirley, Patricia Symmonds, Elizabeth Taylor, Dorothy Tutin
- 2001: Ingrid Allen, Eileen Atkins, The Baroness Campbell of Surbiton, Wendy Davies, Karlene Davis, Jill Ellison, Jean Else,[2] Julia Higgins, Sharon Hollows, Thea King, Sheila McKechnie, Sally Powell, Lesley Rees, Mary Richardson, Dela Smith, Marilyn Strathern, Janet Trotter
- 2002: Margaret Barbour, Laura Cox, The Baroness Deech, Catherine Elcoat, Judith Mayhew Jonas, Jessica Rawson, Janet Ritterman, Marjorie Scardino, Meg Taylor, Sheila Wallis
- 2003: Elizabeth Blackadder, Yvonne Buckland, Pamela Coward, Pauline Green, Louise Johnson, Helen Mirren, Elizabeth Neville, Anna Pauffley, Julia Polak, Ruth Robins, Anita Roddick, Rita Weller, Jenifer Wilson-Barnett
- 2004: Florence Baron, Enid Bibby, The Baroness Brittan of Spennithorne, Alexandra Burslem, Hilary Cropper, Sandra Dawson, Jacqueline Docherty, Jane Goodall, Elizabeth Gloster, Joan Harbison, The Baroness Harris of Peckham, Patricia Hodgson, Elisabeth Hoodless, Olwen Hufton, Deirdre Hutton, Gillian Morgan, The Baroness Neuberger, The Baroness Olivier of Brighton, Denise Platt, Jane Roberts, Marion Roe, Gail Ronson
- 2005: Carol M. Black, Maureen Brennan, Linda Dobbs, The Baroness Grey-Thompson, Kelly Holmes, Carol Kidu, Ellen MacArthur, Mary Macdonald, Julia Macur, Sarah Mullally, Gillian Pugh, Nancy Rothwell, Jennifer Smith, Caroline Swift, Jean Thomas, Fanny Waterman
- 2006: Averil Cameron, Liz Forgan, Anna Hassan, Carole Jordan, Susan Leather, Julie Mellor, Janet Nelson, Daphne Sheldrick, Ruth Silver, Vivienne Westwood
- 2007: Jocelyn Bell Burnell, Yasmin Bevan, Marcela Contreras, Mary Douglas, Ann Dowling, Evelyn Glennie, Joan Higgins, Janet Husband, Mary Keegan, Barbara Kelly, Emma Kirkby, Ann Leslie, Mary Marsh, Mary Perkins, Josephine Williams
- 2008: The Baroness Bakewell, Christine Beasley, Hilary Blume, Lynne Brindley, Kay Davies, Margaret Drabble, Janet Finch, Clara Furse, Eleanor King, Donna Kinnair, Monica Mason, The Baroness O’Loan, Judith Parker, Sonia Proudman, Fiona Reynolds, Elizabeth Slade, Barbara Stocking, Mary Tanner, Jacqueline Wilson
- 2009: Jenny Abramsky, Sally Davies, Elizabeth Fradd, The Baroness Gould of Brookwood, Barbara Hakin, Wendy Hall, Anne Owers, Linda Partridge, Philippa Russell, Rosalind Savill, Victoria Sharp, Joan Stringer, Mitsuko Uchida

## 2010er Jahre
- 2010: Val Beral, Claire Bertschinger, Monica Dacon, Nicola Velfor Davies, Athene Donald, The Baroness Eaton, Amelia Fawcett, Jacqueline Fisher, Janet Gaymer, Julia Goodfellow, Susan Ion, Barbara Monroe, Janet Paraskeva, Paula Rego, Alison Richard, Kathryn Thirlwall, Clare Tickell, Marcia Twelftree, Naila Zaffar
- 2011: Helen Alexander, Elish Angiolini, Patricia Bacon, Anne Begg, Ruth Carnall, Rosemary Cramp, Antonia Fraser, Susan John, Reena Keeble, Sally Macintyre, Beverley Lang, Jenni Murray, Felicity Palmer, Indira Patel, Anne Rafferty, The Baroness  Rees of Ludlow, Janet Suzman, Lucy Theis, The Baroness Wallace of Saltaire, Harriet Walter
- 2012: Mary Archer, Margaret Makea Karika Ariki, Glynis Breakwell, Moira Gibb, Zaha Hadid, Judith Hill, Tessa Jowell, The Baroness Brown of Cambridge, Tina Lavender, Penelope Lively, Julie Moore, Sylvia Morris, The Baroness Neville-Rolfe, Joan Ruddock, Theresa Sackler, Janet Thornton
- 2013: Sarah Asplin, Margaret Beckett, Janet Wolfson de Botton, Susan Bourne, Christine Braddock, Sally Coates, Sarah Cowley, Nicky Cullum, Diana Ellis, Nancy Hallett, Helen Hyde, Anne Mandall Johnson, Monica Joseph, Hermione Lee, Joan McVittie, Priscilla Newell, Vicki Paterson, Janice Pereira, Judith Rees, Carol Robinson, Vivien Rose, Dana Ross-Wawrzynski, Phyllis Somers, Sarah Storey, Angela Watkinson
- 2014: Geraldine Andrews, Kathryn August, Susan Bailey, Kate Barker, Maizie Barker-Welch, Mary Colette Bowe, Rosemary Butler, Alison Carnwath, Sue Carr, Jessica Corner, Laura Davies, Celia Hoyles, Penelope Keith, Asha Khemka, Frances Kirwan, Elisabeth Laing, Angela Lansbury, Gillian Lynne, Louise Makin, Hilary Mantel, Maura McGowan, Nicola Nelson-Taylor, Frances Patterson, Alison Peacock, Shirley Pearce, Erica Pienaar, Dawn Primarolo, Seona Reid, Zandra Rhodes, Jennifer Roberts, Alison Russell, Pamela Shaw, Ingrid Simler, Lady Simler, Julia Slingo, Rachel de Souza
- 2015: Frances Ashcroft, Annette Brooke, Sue Bruce, Victoria Bruce, Frances Cairncross, Bobbie Cheema-Grubb, Joan Collins, Kate Dethridge, Carol Ann Duffy, Oremi Evans, Anne Glover, Pippa Harris, Margaret Hodge, Siobhan Keegan, Fiona Kendrick, Zarine Kharas, Juliet May, Denise McBride, Anne McGuire, Joyce Plotnikoff, Mary Quant, Esther Rantzen, Teresa Rees, Nemat Shafik, Eileen Sills, Kristin Scott Thomas, Dianne Thompson, Marina Warner, Philippa Whipple, Glenis Willmott, Fiona Woolf
- 2016: Anita Allen, Sue Black, Louise Casey, Denise Coia, Polly Courtice, Caroline Dean, Anna Dominiczak, Lesley Fallowfield, Judith Hackitt, Alice Hudson, Nerys Jefford, Susan Jowett, Rotha Johnston, Frances Lannon, Christine Lenehan, Georgina Mace, Natalie Massenet, Carolyn McCall, Henrietta Moore, Finola O’Farrell, Julia Peyton-Jones, Siân Phillips, Heather Rabbatts, Benita Refson, Caroline Spelman, Glenys Stacey, Arabella Warburton, Margaret Whitehead, Penelope Wilton, Barbara Windsor, Rosie Winterton, Til Wykes
- 2017: Elizabeth Nneka Anionwu, Vera Baird, Inga Beale, Hilary Boulding, Carmen Callil, Sarah Connolly, Olivia De Havilland, Jessica Ennis-Hill, Amanda Fisher, Helen Fraser, Barbara Frost, Katherine Grainger, Carolyn Hamilton, Jane Jiang, Parveen Kumar, Gwynneth Knowles, Ottoline Leyser, Theresa Marteau, Helena Morrissey, Jane Moulder, Patricia Routledge, Cilla Snowball, Angela Strank, Julie Walters, Caroline Leigh Watkins, June Whitfield, Anna Wintour, Amanda Yip
- 2018: Mary Beard, Janet Beer, Darcey Bussell, Hilary Chapman, Jane Dacre, Jacqueline Daniel, Louise Ellman, Pratibha Gai, Cheryl Gillan, Moya Greene, Sue Hill, Vivian Hunt, Eleanor Laing, Stella Manzie, Clare Marx, Angela McLean, Angela Pedder, Susan I. Rice, Christine Ryan, Frances Saunders, Rosemary Squire, Emma Thompson, Janet Vitmayer, Cathy Warwick
- 2019: Madeleine Atkins, Glenda Bailey, Janet Bostwick, Sara Cockerill, Elizabeth Corley, Johannah Cutts, Cressida Dick, Jennifer Eady, Carolyn Fairbairn, Sarah Falk, Judith Farbey, Alison Foster (Lady Havelock-Allan), Jacqueline Foster, Jayne-Anne Gadhia, Ann Gloag, Marianne Griffiths, Frances Judd, Julie Kenny, Christina Lambert, Sandra Lau, Lesley Lawson,[3] Laura Lee, Nathalie Lieven, Louise Martin, Constance Mitcham, Mary Ney, Alison Nimmo, Ann Louise Robinson, Elan Closs Stephens, Karen Steyn, Justine Thornton, Sara Thornton, Amanda Tipples, Rachel Whiteread

## 2020er Jahre
- 2020: Caroline Allen, The Baroness Benjamin, Mary Berry,[4] Muffy Calder, The Baroness Campbell of Loughborough, Siobhan Davies, Clare Gerada, Lynn Gladden, Teresa Graham, Gillian Guy, Victoria Heywood, Susan Hill, Elaine Inglesby-Burke, Olivia Newton-John, Diana Johnson, Jane Kekedo, Donna Langley, Maureen Lipman, Magdalene Odundo, Caroline Palmer Yeates, Linda Pollard, Anne Marie Rafferty, Lesley Regan, Rose Tremain, Julia Unwin, Emma Walmsley, Sarah Whatmore, Sharon White, Sarah Worthington
- 2021: Helen Atkinson, Karin Barber, Phyllida Barlow, Catherine Bingham, Imogen Cooper, Angela Eagle, Sarah Gilbert, Jane Glover, Rachel Griffith, Sheila Hancock, Meg Hillier, Sandra Horley, Jane Kekedo, Andrea Leadsom, Prue Leith, Sara Llewellin, Irene Lucas-Hays, Caroline MacEwen, Caroline Mason, Pat McGrath, Carol Propper, Arlene Phillips, Maura Regan, Anne Richards, Jo da Silva, Alwen Williams
- 2022: The Baroness Arbuthnot of Edrom, Kelyn Bacon, Linda Colley, Rowena Collins Rice, Vivienne Cox, Flora Duffy, Naomi Ellenbogen, Arlene Foster, Christine Gilbert, Sue Gray, Clare Grey, Nia Griffith, Jenny Harries, Sylvia Heal, Deborah James,[5] Fionnuala Jay-O'Boyle, Karen Jones, Laura Kenny, Sara Khan, Caroline Dinenage, Emily Lawson, Diane Lees, Ann Limb, Joanna Lumley, Julie Lydon, Sally Mapstone, Ruth May, Maria Miller, Fiona Powrie, June Raine, Vanessa Redgrave, Louise Richardson, The Lady Sainsbury of Turville, Joanna Smith, Sarah Springman, Mary Stacey, Helen Stokes-Lampard,[6] Amanda Tipples, Heather Williams
- 2023: Angela Ahrendts, Jackie Baillie, Karen Bradley, Dawn Childs, Lyn Chitty, Shirley Conran, Diane Coyle, Nicola Dandridge, Julia Dias, Sally Dicketts, Jackie Doyle-Price, Anita Frew, Henrietta Hill, Andrea Jenkyns, Annette King, Susan Langley, Denise Lewis, Averil Mansfield, Julie Maxton, Kathryn McDowell, Heather McGregor, Virginia McKenna, Amanda Milling, Eleanor Milner-Gulland, Sarah Morgan, Elizabeth Nicholl, Cathy Nutbrown, Priti Patel, Norma Redfearn, Alison Rose-Slade, Robina Shah, Ann Sindall, Neslyn Watson-Druée, Melanie Welham, Shelley Williams-Walker
- 2024:  Maggie Aderin-Pocock, Harriett Baldwin, Amanda Blanc, Sonia Boyce, Karen Buck, Thérèse Coffey, Jilly Cooper, Tracey Crouch, Felicity Dahl, Jennifer Dixon, Tracey Emin, The Lady Hague of Richmond, Rebecca Harris, Tristia Harrison, Anya Hindmarch, Julia Hoggett, Karen Holford, Dianne Jeffrey, Valerie Lund, Clare Marchant, Siobhain McDonagh, Ruth Miskin, Dervilla Mitchell, Marit Mohn, Judith Petts, Hannah Rothschild, Jasvinder Sanghera, Janice Sigsworth, Imelda Staunton, Helen Stephenson, Molly Stevens, Cristina Taylor, Evelyn Taylor, Emma Thomas, Judith Weir, Moira Whyte, The Baroness Wolf of Dulwich